# Тайшань

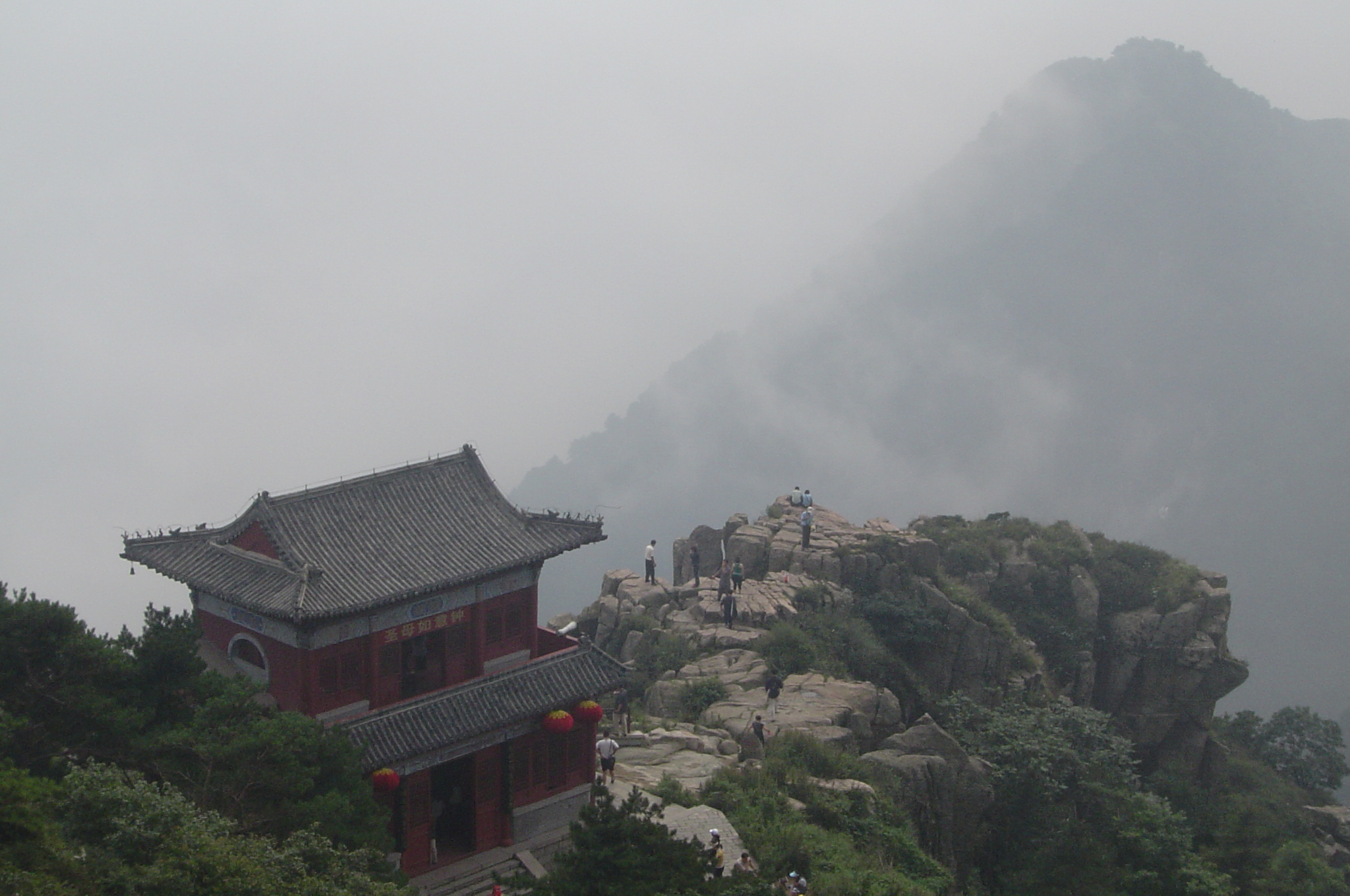
Гора Тайшань

Тайшань (кит. трад. 泰山, піньїнь: Tài shān, буквально «Гора Сходу», тобто Східна гора) — гора в китайській провінції Шаньдун заввишки 1545 м.
Гора Тайшань має велику культурну та історичну значимість і входить до числа п'яти священних гір даосизму. Традиційно гора вважалася місцем проживання даоських святих і безсмертних. Гора розташована в околиці міста Тайань. Найвищий пік заввишки 1545 м називається Піком Нефритового Імператора. У Китаї гора Тайшань асоціюється зі сходом сонця, народженням, оновленням. Храм на вершині гори — мета численних паломників впродовж 3000 років. Зараз на гору можна піднятися на підйомнику. Духу гори присвячені численні храми поза горою, найвідомішим з них є храм у Пекіні — Дун'юемяо.

## Місце розташування
Гора Тайшань розташована на північ від Тайань і на південь від столиці провінції, міста Цзінань. Біля підніжжя висота гори становить 150 м над рівнем моря. Базис гори —426 км².

## Інфраструктура
Відвідувачі можуть дістатися до гори на автобусі, від зупинки Середні Ворота Піднебесся на підйомнику можна піднятися до самої вершини. Для підйому пішки до вершини потрібно дві години. Уздовж всієї дороги розташовані торговельні човни.
Підйом починається від Арки Тайшань. На дорозі з 7200 кам'яних рівнів, паломник проходить спочатку башту Десяти Тисяч Безсмертних, далі пасмом Архатов, і приходить до палацу божества Доуму. Повний підйом із самого підніжжя гори до міста займає сім годин.